# 中国驻喀山总领事馆
中华人民共和国驻喀山总领事馆（俄语：Генеральное консульство Китайской Народной Республики в Казани），简称中国驻喀山总领事馆，是中国在俄罗斯设立的第六个总领事馆，位于俄罗斯第六大城市喀山的波德卢日街21号（ул. Подлужная, д. 21）。
2018年8月22日正式开馆。驻地喀山是鞑靼斯坦共和国首府。